# Trichocera tuberculifera
Trichocera tuberculifera är en tvåvingeart som beskrevs av Alexander 1938. Trichocera tuberculifera ingår i släktet Trichocera och familjen vintermyggor. Inga underarter finns listade i Catalogue of Life.